# 瑟默达
瑟默达（德語：Sömmerda，發音：[ˈzœmɐda] ⓘ）是德国图林根州瑟默达县的城市，也是瑟默达县的县治，面积87.56平方千米，2023年12月31日人口为19,052人。2018年7月6日，市镇希灵施泰特并入瑟默达。